# 옵션 파츠 세트
옵션 파츠 세트(영어: Option Parts Set, 일본어: オプションパーツセット)는 반다이가 발매하는 프라모델 시리즈의 브랜드이다. 2024년 5월 25일부터 반다이 하비 사업부에서 발매하고 있다. 1/144 스케일의 건프라의 무기, 손 파츠, 기타 파츠 등을 상품화한 것이다.

## 라인업

### 일반판
다음의 표는 일반판으로 발매된 제품들이다.
| No. | 제품명                                                     | 발매일               | 가격 (세금 제외) | 가격 (세금 포함) | 비고 |
| --- | ---------------------------------------------------------- | -------------------- | ---------------- | ---------------- | ---- |
| 01  | 옵션 파츠 세트 건프라 01 (에일 스트라이커)                 | 2024년 5월 25일 발매 | 1,100엔          | 1,210엔          |      |
| 02  | 옵션 파츠 세트 건프라 01 (런처 스트라이커&소드 스트라이커) | 2024년 6월 발매      | 1,100엔          | 1,210엔          |      |

## 같이 보기
- 건프라
- 엔트리 그레이드 (EG)
- 하이 그레이드 (HG)
- 하이 그레이드 유니버셜 센추리 (HGUC)
- 리얼 그레이드 (RG)